# Hieracium nigritum
Hieracium nigritum là một loài thực vật có hoa trong họ Cúc. Loài này được Uechtr. mô tả khoa học đầu tiên năm 1873.